# Мирјана Митровић Кићовић
Мирјана Митровић (Нови Сад, 1953) филмска и тв је монтажерка.

## Биографија
Рођена је у Новом Саду. Отац јој је био банкарски службеник а мајка учитељица. Породица јој се стално селила. Први разред је завршила у Даросави код Аранђеловца да би се касније преселили у Београд услед природе посла и директиве државе.
Уписала је првобитно Правни факултет али је касније више покренула жеља за монтажом захваљујући њеној школској другарици познатој филмској монтажерки Лани Вукобратовић. После првог неуспелог уписа на факултет драмских уметности - одсек монтажа, мајка Лане Вукобратовић јој је понудила да је учи овом занату на филмском пројекту Ужичка република јер је тад требало доста посла да се филм на време заврши да би стигао на приказивање на фестивалу у Пули. Из другог пута је положила пријемни испит за студије монтаже. Све време студија је вредно радила - преподне предавања а послеподне време проводила у монтажи филмова у ЦФС Кошутњак. Добијала је савете од великана југословенске монтаже као што су Катарина Стојановић, Катарина Стефановић, Олга Скригин а најбољи период је дружење са славним филмским монтажером Вуксаном Луковцем коме је била асистент на неколицини пројеката.
Сарађивала је са звучним домаћим редитељским именима као што су: Живко Николић, Власта Радовановић, Жика Митровић, Саша Петровић, Зоран Чалић ...
Добро говори енглески језик па је била ангажована на неколицини међународних копродукција које су се снимале на нашим просторима попут : Мама Лучија, Спаситељ, Паратропер...
Запослена је као монтажер на РТС. Живи и ради у Београду.

## Филмографија
| Год.       | Назив                    | Улога                 |
| ---------- | ------------------------ | --------------------- |
| 1970.е     |                          |                       |
| 1975.      | Ужичка република         | волонтер монтаже      |
| 1975.      | Песма                    | асистент монтаже      |
| 1976.      | Формула X                | монтажер              |
| 1977.      | Специјално васпитање     | асистент монтаже      |
| 1977.      | Луде године              | асистент монтаже      |
| 1979.      | Усијање                  | асистент монтаже      |
| 1979.      | Јована Лукина            | монтажер              |
| 1970.е     |                          |                       |
| 1980.      | Пркосна делта            | монтажер              |
| 1981.      | Дувански пут             | асистент монтаже      |
| 1981.      | Доротеј                  | монтажер              |
| 1981.      | Лов у мутном             | монтажер              |
| 1982.      | Савамала                 | монтажер              |
| 1983.      | Хало такси               | монтажер              |
| 1983.      | Тимочка буна             | монтажер              |
| 1984.      | Грозница љубави          | монтажер              |
| 1985.      | Ада (филм)               | монтажер              |
| 1986.      | Развод на одређено време | монтажер              |
| 1986.      | Протестни албум          | монтажер              |
| 1989.      | Сеобе (филм)             | асистент монтаже      |
| 1989.      | Вампири су међу нама     | монтажер              |
| 1990.е     |                          |                       |
| 1991.      | Тесна кожа 4             | асистент монтаже      |
| 1991.      | Заборављени              | монтажа 3 епизоде     |
| 1992.      | Црни бомбардер           | асистент монтаже      |
| 1993.      | Пун месец над Београдом  | асистент монтаже      |
| 1993.      | Мрав пешадинац           | монтажер              |
| 1994.      | Вуковар, једна прича     | монтажа звука         |
| 1996.      | Нечиста крв              | монтажер              |
| 1998.      | Спаситељ                 | асистент монтаже      |
| 1998.      | Црна мачка, бели мачор   | први асистент монтаже |
| 2000.е     |                          |                       |
| 2003.      | Сироти мали хрчки 2010   | асистент монтаже      |
| 2005.      | Балканска браћа          | асистент монтаже      |
| 1997-2015. | Други век                | монтажер              |